# Fót
Fót là một thành phố thuộc hạt Pest, Hungary. Thành phố này có diện tích 37,4 km², dân số năm 2010 là 18799 người, mật độ 503 người/km².